# Chelonus delphinensis
Chelonus delphinensis är en stekelart som beskrevs av Granger 1949. Chelonus delphinensis ingår i släktet Chelonus och familjen bracksteklar. Inga underarter finns listade i Catalogue of Life.